# Wersoczka
Wersoczka (lit. Versekėlė) − wieś na Litwie, w gminie rejonowej Soleczniki, 10 km na południe od Butrymańców, zamieszkana przez 79 ludzi. Przed II wojną światową w Polsce, w powiecie lidzkim województwa nowogródzkiego.